# Korozja

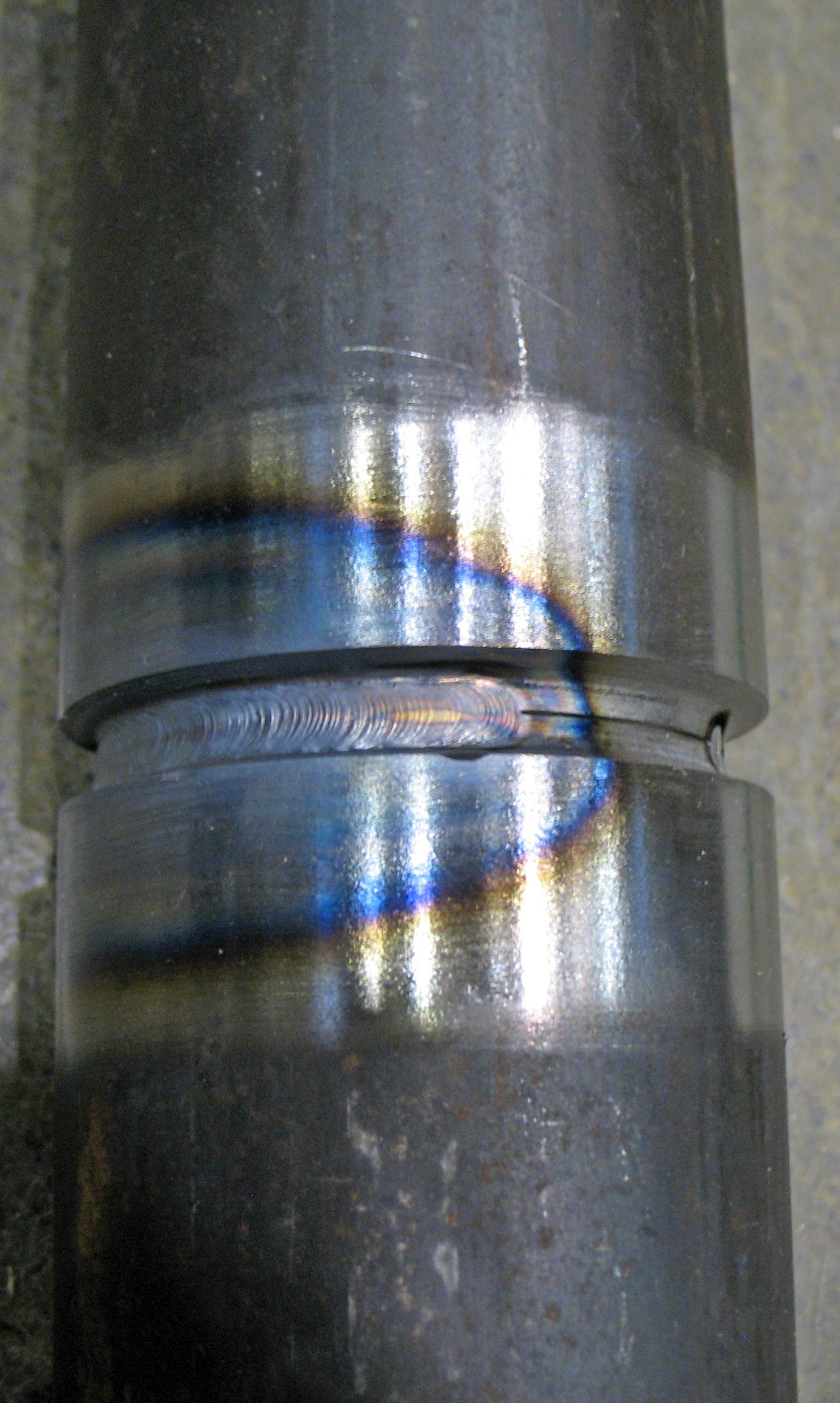
Połączenie spawane
Niebieski obszar jest wynikiem utleniania się metalu w wysokich temperaturach (dla spawania gazowego około 316 °C)

Korozja (łac. corrosio – zżeranie) – proces stopniowego niszczenia materiałów, zachodzący między ich powierzchnią i otaczającym środowiskiem. Zależnie od rodzaju materiału dominujące procesy mają charakter reakcji chemicznych, procesów elektrochemicznych, mikrobiologicznych lub fizycznych (np. topnienie i inne przemiany fazowe, uszkodzenia przez promieniowanie).
Pojęcie „korozja” jest stosowane w odniesieniu do niszczenia struktury:
- metali – mechanizm elektrochemiczny lub chemiczny
- materiałów niemetalicznych, np.:
  - betonu i żelbetu – chemiczne i fizykochemiczne niszczenie spoiwa i kruszywa, elektrochemiczna korozja zbrojenia
  - drewna (zgnilizna korozyjna drewna) – procesy mikrobiologiczne i chemiczne
  - skał, szkła, tworzyw sztucznych – topnienie, rozpuszczanie, ługowanie

Szybkość korozyjnego niszczenia wieloelementowych konstrukcji zależy od rodzaju kontaktujących się ze sobą materiałów, od sposobu łączenia elementów i innych czynników. Jest to brane pod uwagę w czasie projektowania np. poszycia z blach nitowanych lub spawanych, rurociągów łączonych śrubami, budynków z metalową instalacją wodociągową, wykonanych np. z cegieł (kontakt cegła–spoiwo–metal), żelbetu (kontakt: kruszywo–spoiwo–metal) lub z muru pruskiego (kontakt: cegła–spoiwo–drewno).

## Straty korozyjne
Analizuje się bezpośrednie straty ekonomiczne oraz straty pośrednie, np. związane z narażeniem ludzi na utratę zdrowia lub życia. Oszacowano, że w skali globalnej korozja niszczy rocznie nawet ok. 25 mln ton stali. Według danych z roku 2010 światowe roczne straty korozyjne, w przeliczeniu na jednego mieszkańca, wynosiły 1000 – 1500 $. Odnosząc te dane do warunków Polski obliczono, że stanowi to około ¼ zadłużenia zagranicznego (per capita). 
Poza stratami bezpośrednimi (koszty zniszczonych materiałów i koszty ochrony konstrukcji) bierze się pod uwagę straty pośrednie, np. związane z narażeniem zdrowia i życia ludzi, które wywołuje np. korozja konstrukcji budowlanych, mostów, środków transportu, rurociągów transportujących produkty naftowe. Katastrofy spowodowane korozją są groźne również dla środowiska (np. wycieki niebezpiecznych mediów do wód i gleby). W roku 2010 oszacowano, że bezpośrednie i pośrednie koszty korozji stanowiły w Polsce około 8% PKB, co odpowiadało sumie 100 mld zł, 25 razy większej od krajowego budżetu na naukę. Wiedza o przyczynach i mechanizmie korozji oraz o możliwościach przeciwdziałania tym zjawiskom jest teoretyczną podstawą dla krajowych strategii zmniejszenia tych strat i dla projektów poszczególnych inwestycji.

## Korozja metali

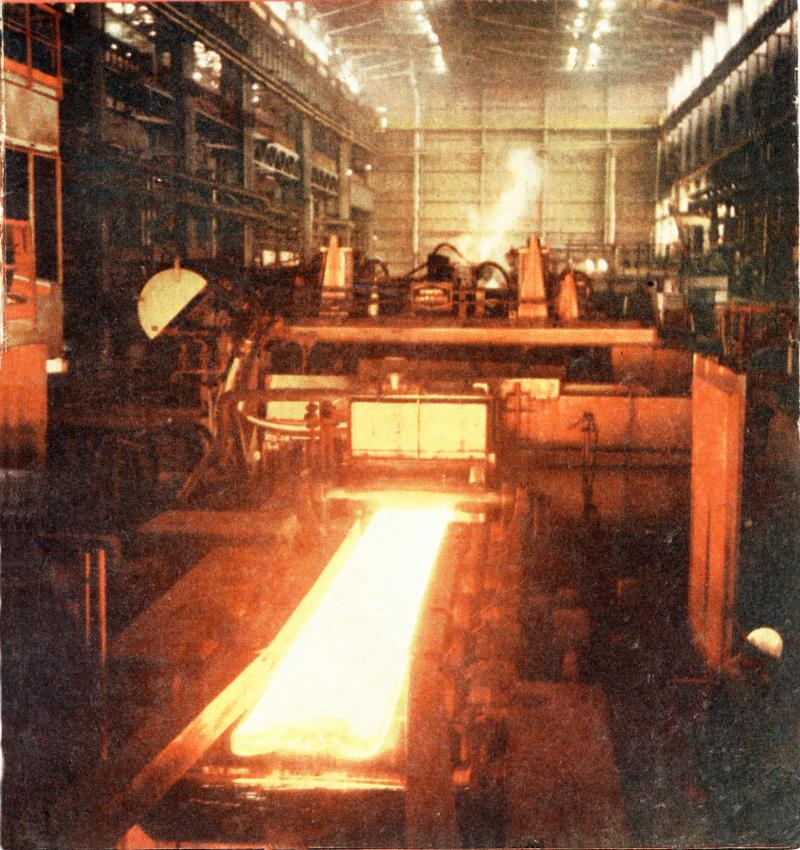
Walcownia – warunki chemicznej korozji gazowej
Powstawanie zgorzeliny (zendry)

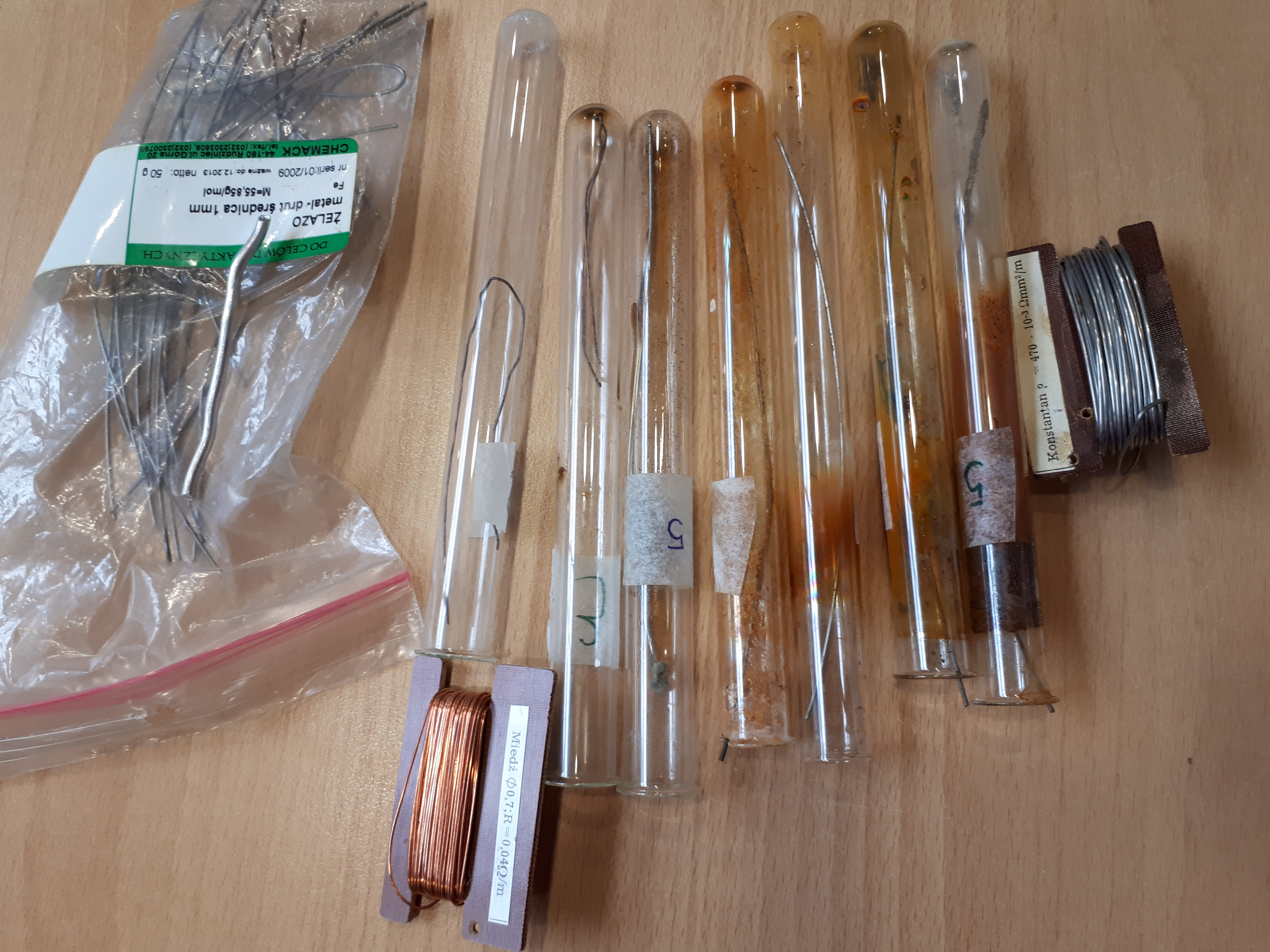
Próbki ze szkół - projekt Koroduj w ramach Szkoła bliżej nauki (Centrum Nauki Kopernik). Warsztaty z dr Magdaleną Osial

Mechanizm pasywacji stali chromowej (nierdzewnej)

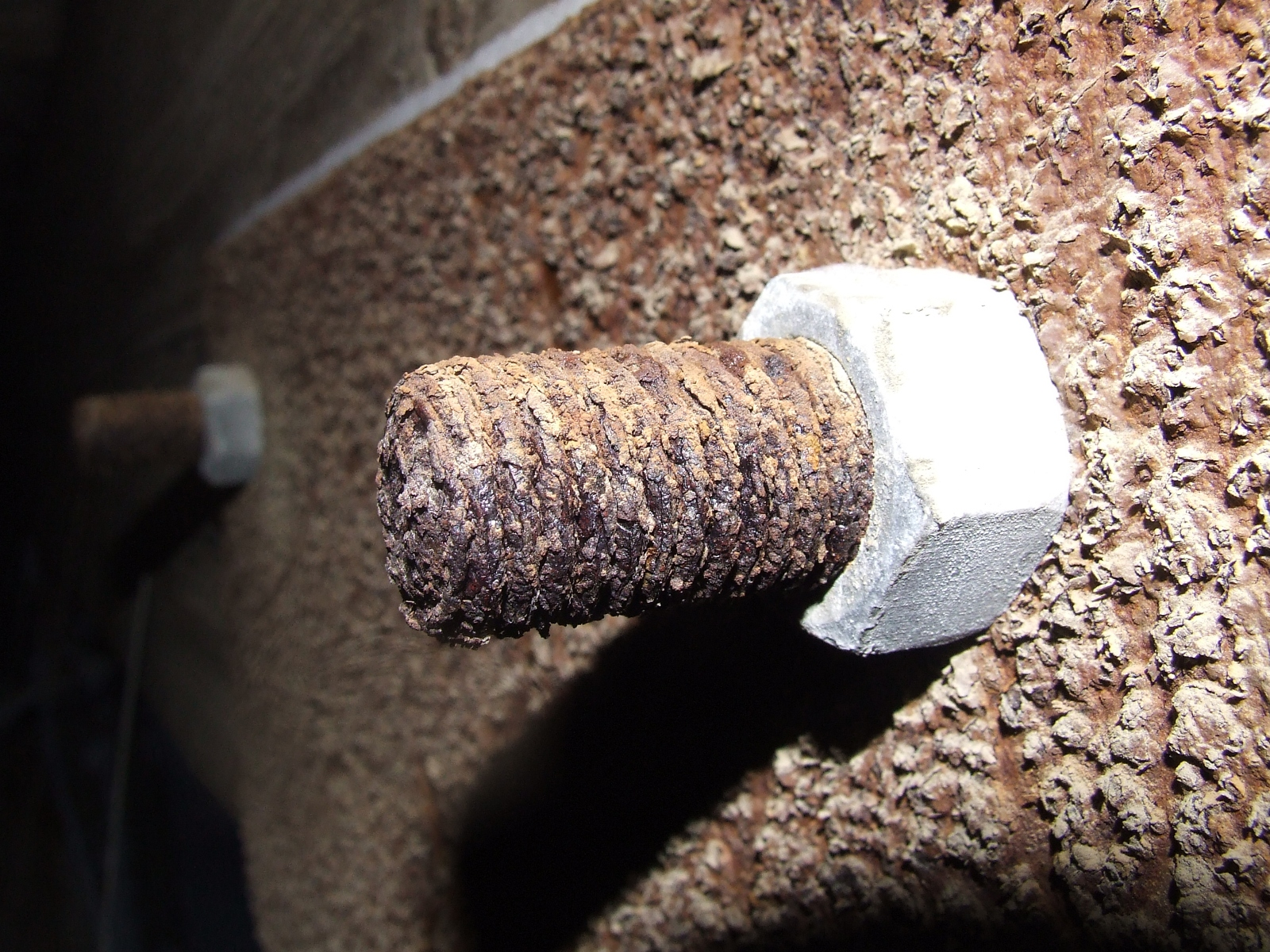
Przykład ogniwa korozyjnego
Atmosferyczna korozja kontaktowa

Zasada elektrochemicznej korozji kontaktowej

Korozja metali–tworzyw (np. materiałów konstrukcyjnych) jest nieuchronnym procesem powrotu metali–pierwiastków do stanu, w jakim występują w rudach (stan równowagi termodynamicznej). Z tego punktu widzenia ochrona metali przed korozją polega na zmniejszaniu szybkości tego procesu (kontrola kinetyczna). Ochrony nie trzeba stosować tylko w odniesieniu do metali szlachetnych, które w środowisku występują w stanie niezwiązanym (np. samorodki złota).

### Klasyfikacja
Podstawowa klasyfikacja procesów korozji metali jest oparta na określeniu ich mechanizmu. Wyróżnia się:
- korozję chemiczną – zachodzącą w suchych gazach, w warunkach wykluczających możliwość kondensacji par na powierzchni metalu, oraz w cieczach nie przewodzących prądu elektrycznego (np. w tłuszczach)
- korozję elektrochemiczną – zachodzącą w środowiskach przewodzących prąd elektryczny, takich jak zawierająca elektrolity woda, ziemia, wilgotne gazy (metale zanurzone w elektrolicie lub powierzchniowe warstewki elektrolitów na korodującej powierzchni); czynniki inicjujące lub wpływające na szybkość korozji mogą mieć charakter fizyczny (np. naprężenia wskutek obciążeń i odkształceń, promieniowanie) lub  biologiczny (np. działanie bakterii i grzybów)

Korozją nazywa się również niszczenie metali pod wpływem tarcia (korozja cierna) oraz kruchość  wodorową (chorobę wodorową metali, wodorowe zużycie metalu) – proces fizycznego lub równoczesnego fizycznego i chemicznego niszczenia struktury metalu, przez który dyfunduje wodór atomowy. Skutki takiej korozji nie są dostrzegalne na powierzchni konstrukcji.
Dyfuzja wodoru atomowego prowadzi, w określonym zakresie temperatury, do uwięzienia wewnątrz sieci krystalicznej dużych ilości wodoru cząsteczkowego (wzrost ciśnienia w przestrzeniach wewnątrzkrystalicznych). Umożliwia reakcje np. z węglikami w stali lub z tlenkami w stopach miedzi (choroba wodorowa miedzi), prowadzące do powstania metanu lub pary wodnej wewnątrz sieci krystalicznej. Lokalny wzrost ciśnienia powoduje jej odkształcenia i zmniejszenie plastyczności metalu. Niekorzystne jest też odwęglenie powierzchni krystalitów w strukturze stali (np. utrata wytrzymałości stali uzyskanej w wyniku obróbki cieplno-chemicznej).

### Korozja chemiczna
Spośród procesów korozji chemicznej największe znaczenie ma korozja gazowa, np. zachodząca w gazach zawierających związki chemicznie czynne, np. O2, CO2, H2S, HCl. Najbardziej powszechne są procesy utleniania powierzchni metali w wysokich temperaturach. Ich szybkość jest zależna od właściwości powstających warstw tlenków – od możliwości migrowania cząsteczkowego tlenu w kierunku powierzchni metalu i jonów metalu w kierunku granicy tlenek–atmosfera.

### Korozja elektrochemiczna

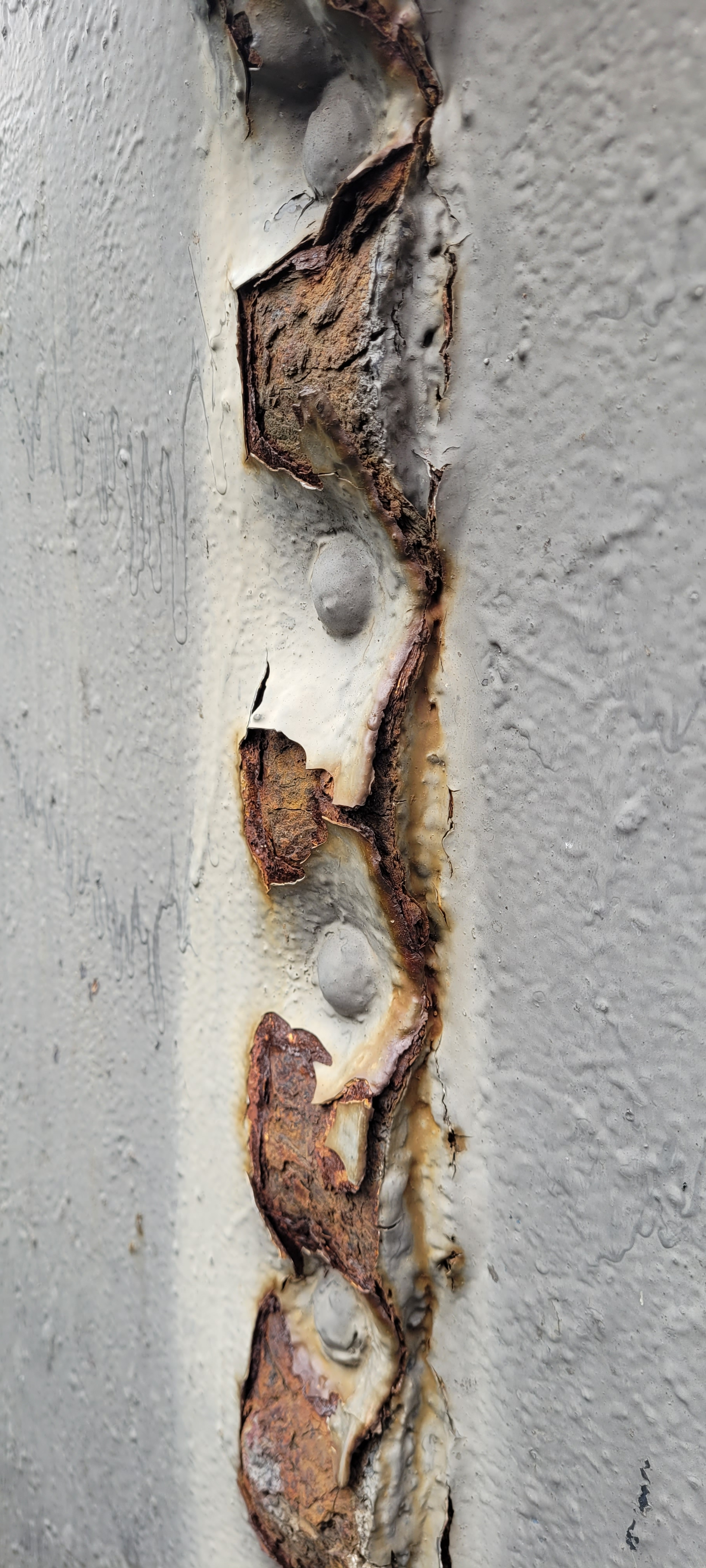
Korozja połączenia nitowanego blach

Grupa procesów elektrochemicznych – będących główną przyczyną strat korozyjnych – jest dzielona na mniejsze klasy, np. według:
- środowiska korozji, np. atmosferyczna, morska, ziemna
- czynnika decydującego o powstaniu różnicy potencjałów, np. kontaktowa, selektywna, naprężeniowa, stężeniowa
- rodzaju objawów, np. równomierna, wżerowa, międzykrystaliczna

### Ochrona metali przed korozją
Straty związane z korozją elektrochemiczną zmniejsza się stosując, np.:
- zasadę unikania możliwości powstawania ogniw korozyjnych (różnic potencjałów standardowych między fragmentami powierzchni materiałów konstrukcyjnych i między elementami konstrukcyjnymi)
- ochronę galwaniczną, polegającą na użyciu zewnętrznego źródła napięcia i zewnętrznej trwałej elektrody o kontrolowanym potencjale, połączonej w obwód elektryczny z wszystkimi elementami chronionej konstrukcji (poprzez grunt lub wodę jako elektrolit)
- ochronę elektrolityczną, polegającą na stosowaniu takiej zewnętrznej elektrody (protektora), której materiał jest mniej szlachetny od materiału wszystkich elementów konstrukcji, stanowiących z protektorem zamknięty obwód elektryczny (zamiast konstrukcji rozpuszcza się mało wartościowa elektroda)
- stosowaniu warstw ochronnych, izolujących korodujący metal od środowiska korozji

Powłoki ochronne są stosowane również do zabezpieczania przed korozją chemiczną. Stosowane są np. warstwy tlenkowe lub fosforanowe. Tę samą funkcję pełni powierzchnia metalu po jej wzbogaceniu w dodatki stopowe ulegające pasywacji. Dodatkami zwiększającymi żaroodporność i żarowytrzymałość stali są np. Cr, Si, Al oraz Ni, Mn, Zn, Cu.

## Korozja niemetali

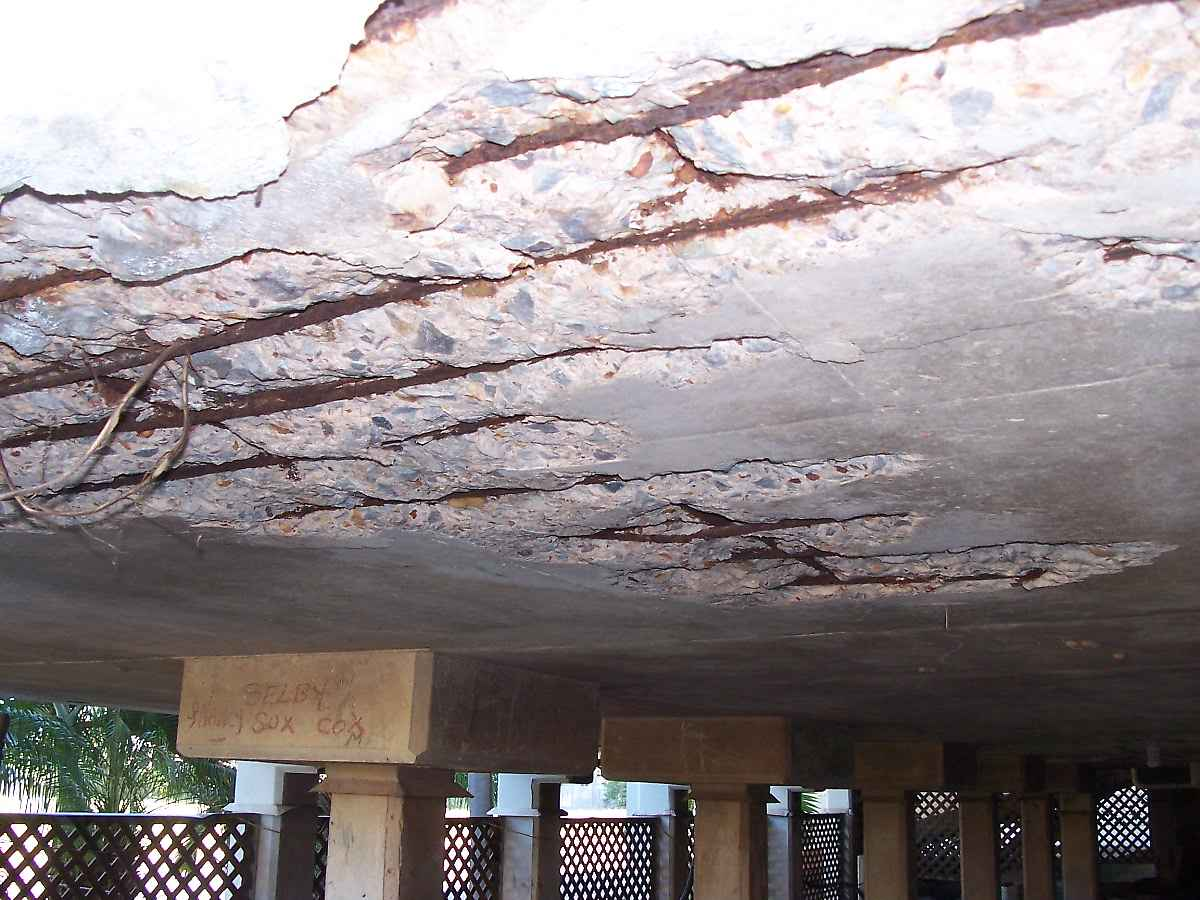
Efekty korozji żelbetu

### Beton i żelbet
Beton i żelbet są popularnymi materiałami konstrukcyjnymi, które cechuje ogniotrwałość, wytrzymałość na znaczne obciążenia statyczne i dynamiczne oraz swoboda w kształtowaniu elementów. Beton koroduje wskutek wietrzenia, wymywania składników przez wodę (ługowanie) oraz reakcji chemicznych zachodzących wewnątrz materiału. Produkty reakcji są wymywane lub pozostają w strukturze betonu, co wpływa na jego wytrzymałość. Rodzaj chemicznej korozji betonu zależy od składu wody, migrującej przez porowatą strukturę, w tym od zawartości dwutlenku węgla. Ochrona betonu przed korozją polega przede wszystkim na zmniejszaniu porowatości. Odrębnym problemem jest ochrona prętów zbrojeniowych żelbetu przed korozją elektrochemiczną.

### Skały
Skały ulegają korozji magmowej, zachodzącej w zbiornikach magmowych, czyli nadtapianiu już wydzielonych minerałów przez powtórnie rozgrzaną magmę (zobacz: skały magmowe). Jako materiały konstrukcyjne (np. kruszywo w betonie, płyty elewacyjne) skały korodują wskutek wietrzenia i wymywania składników przez wodę (ługowanie), zwłaszcza wtedy, gdy zawiera dwutlenek węgla. Dotyczy to przede wszystkim węglanowych porowatych skał osadowych (np. gips, wapienie, dolomity). W wyniku reakcji
CaCO3 + H2O + CO2 → Ca(HCO3)2
powstaje lepiej rozpuszczalny wodorowęglan wapnia. Na płytach elewacyjnych pojawiają się plamy, nacieki i wykwity. W przypadku korozji skał zawierających związki żelaza (np. piryt) zachodzi utlenianie z utworzeniem kwasu siarkowego, który niszczy inne materiały budowlane, np. beton i żelazo.
Zabezpieczenie naturalnych materiałów kamiennych przed korozją polega przede wszystkim na zmniejszeniu porowatości i nadaniu właściwości hydrofobowych. Stosowane są np. mydła, woski, żywice, oleje, sole kwasu fluorokrzemowego, szkło wodne, silikony.

### Szkło

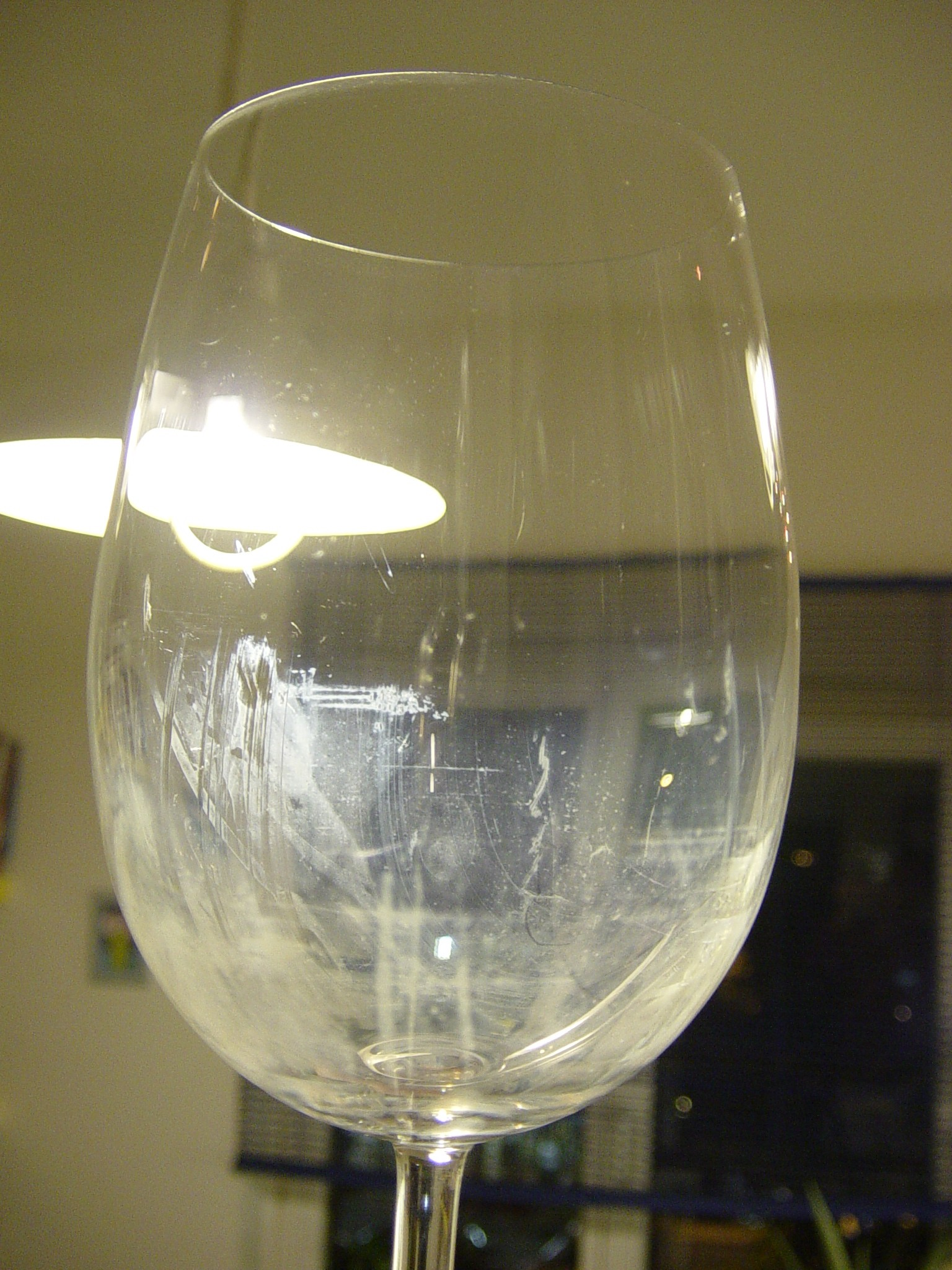
Korozja szkła

Szkło jest materiałem o odpornym na działanie większości czynników chemicznych, w tym mocnych kwasów, z wyjątkiem kwasu fluorowodorowego. Odporność na działanie ługów jest wielokrotnie mniejsza. Działanie czystej wody powoduje hydrolizę zawartych w szkle krzemianów z utworzeniem krzemionki w formie żelu (nalot). Zjawisko nie występuje w  przypadku specjalnych gatunków szkła, takich jak szkło borowe (np. Pyrex, naczynia laboratoryjne).

### Tworzywa sztuczne
Tworzywa sztuczne są stosunkowo odporne na działanie kwasów, zasad i soli. Rozpuszczalność w rozpuszczalnikach organicznych jest na ogół zgodna z zasadą podobnej polarności (dobra rozpuszczalność związku polarnego w rozpuszczalniku polarnym i niepolarnego w niepolarnym). Zdecydowana większość polimerów nie rozpuszcza się w wodzie, a tylko w różnym stopniu pęcznieje, co utrudnia biodegradację tworzyw odpadowych.  Polimerem o największej chemicznej odporności jest policzterofluoroetylen (teflon).

### Drewno konstrukcyjne

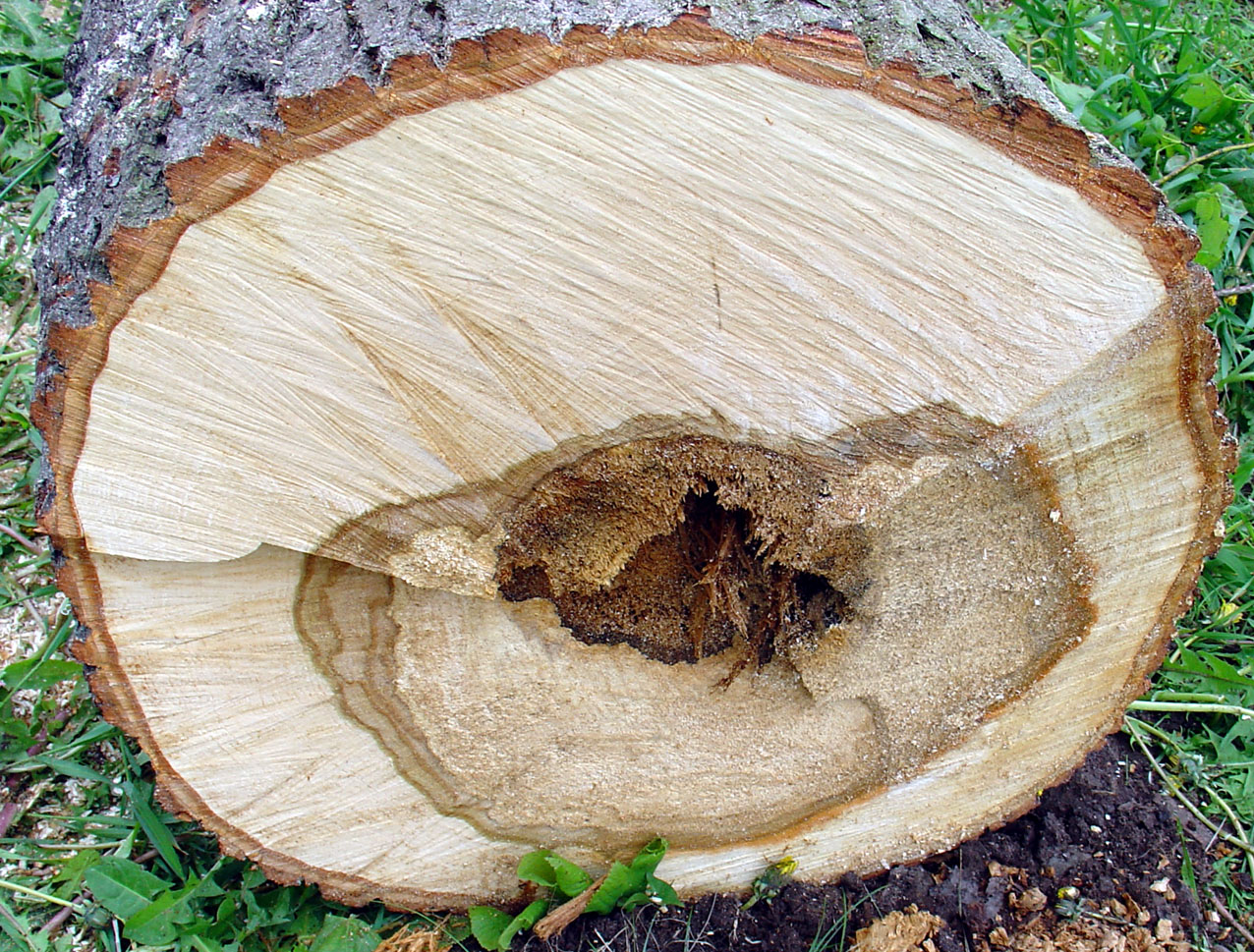
Uszkodzona tkanka drewna

Drewno, jako materiał stosowany w technice, charakteryzuje brak odporności na roztwory alkaliów i kwasy nieorganiczne (pęcznienie i hydroliza). Pod działaniem stężonego kwasu siarkowego może następować zwęglenie celulozy. Większość soli mineralnych impregnuje i konserwuje drewno.
Przyczyną korozyjnej zgnilizny, niszczącej strukturę, jest porażenie przez grzyby. Rozwój grzybów powoduje zakwaszenie otoczenia, co wywołuje korozję materiałów budowlanych, które kontaktują się ze zmurszałym drewnem.